# Йоргос Георгіадіс (1987)
Йоргос Георгіадіс (грец. Γιώργος Γεωργιάδης, нар. 14 листопада 1987, Серрес) — грецький футболіст, нападник.
Насамперед відомий виступами за клуб «Пансерраїкос», а також національну збірну Греції.

## Клубна кар'єра
У дорослому футболі дебютував 2005 року виступами за команду клубу «Пансерраїкос», в якій провів шість сезонів, взявши участь у 144 матчах чемпіонату. Більшість часу, проведеного у складі «Пансерраїкоса», був основним гравцем атакувальної ланки команди.
До складу клубу ПАОК приєднався 2011 року. Всього за три сезони встиг відіграти за клуб з Салонік 51 матч в національному чемпіонаті.
З сезону 2014/15 два роки виступав за «Верію», після чого ще рік грав за кіпрський АЕЛ.

## Виступи за збірну
У 2010 році дебютував в офіційних матчах у складі національної збірної Греції. Всього провів у формі головної команди країни 3 матчі.